# Dilmunski grobni humci
Dilmunski grobni humci (arapski: مدافن دلمون) je zajednički naziv za nekoliko arheoloških lokaliteta nekropola s grobnim humcima na zapadnom dijelu otoka Bahrein, a koji potječu iz vremena drevnih kultura Dilmun i Um an-Nar (2050. – 1750. pr. Kr.). Godine 2019. 21 nalazišta dilmunskih grobnih humaka, koja se sastoje od nekoliko desetaka do nekoliko tisuća tumula, upisano je na UNESCO-ov popis mjesta svjetske baštine u Aziji 2005. godine kao „dokaz civilizacije ranog Dilmuna, oko 2. tisućljeća prije Krista, tijekom koje je Bahrein postao trgovačko središte čiji je prosperitet omogućio razvoj iscrpne tradicije pokop za cjelokupno stanovništvo. Ove grobnice ilustriraju globalno jedinstvene karakteristike, ne samo u pogledu njihova broja, gustoće i razmjera, već i u pogledu detalja, poput pogrebnih komora opremljenih alkama.”

## Odlike
Bahrein je od davnina poznat kao otok s velikim brojem ukopa i za nekoliko nekropola se tvrdilo da su jedna od najvećih groblja u drevnom svijetu. Groblja su koncentrirana na sjeveru otoka, na tvrdim kamenim područjima malo iznad obradivih poljoprivrednih područja, dok je jug otoka uglavnom pjeskovit i pustinjski. Nedavna istraživanja pokazala su da je otprilike 350.000 drevnih grobnih humaka načinilo isključivo lokalno stanovništvo tijekom nekoliko tisuća godina. Nisu svi grobovi iz istog doba, ili istog stila, a mogu se znatno razlikovati po veličini u različitim područjima jedne nekropole. Istraživanja pod okriljem Nacionalnog muzeja Bahreina (s podrškom Baherejskog povijesnog i arheološkog društva), se još uvijek nastavljaju, uspostavljajući čvrstu vremensku liniju za sve ove varijacije i nastavke, kao i kulturnih poveznica s društvom ili društvima koja su ih proizvela.
Danska arheološka skupina 1950-ih iskopavala je u Kalat al-Bahreinu, glavnom gradu iz brončanog doba, kada su otvorili neke tumule i otkrili predmete iz oko 4100. – 3700. pr. Kr., iz iste kulture. Mnogi drugi počeli su iskapati više grobova otkrivajući građevine i sadržaje tih grobova. Svaki od humaka sastoji se od središnje kamene komore koja je zatvorena niskim prstenastim zidom i prekrivena zemljom i šljunkom. Veličina nasipa varira, ali većina ih ima promjer od 4,5 do 9 m i visoki su od 1–2 m. Manji humci obično sadrže samo jednu komoru. Komore su obično pravokutne s jednom ili dvije niše na sjeveroistočnom kraju. Povremeno se na sredini većih komora nalaze dodatni parovi niša.
Iako su u odajama obično bile pokopane po jedna, u nekim se nalazi po nekoliko osoba, a u sekundarnim odajama obično nijedna. Pokojnici su uglavnom ležali s glavama u nišama na svojoj desnoj strani. Pored tijela se nalazilo nekoliko predmeta, obično nekoliko komada keramike i povremeno pečati od školjaka ili kamena, košare zapečaćene asfaltom, predmeti od bjelokosti, kamene staklenke i bakreno oružje. Kosturi oba spola su obično predstavljali očekivani životni vijek od oko 40 godina. Bebe su uglavnom sahranjivane na i izvan okolnog zida. Prosječan broj djece u obitelji bio je 1,6 osoba.
- Dilmunski grobni humci kod Madinat Hamada
- Nekropola 1, Madinat Hamad
- Kraljevski grob 8, Madinat Hamad
- Kraljevski dvokatni grob 11
- Kraljevski grob 17

## Zaštita
Pokušaji zaštite nadgrobnih spomenika našli su se u sukobu s vjerskim fundamentalistima koji ih smatraju neislamskim i zatražili su da se betoniraju za stanovanje. Tijekom saborske rasprave 17. srpnja 2005. godine, vođa selefista stranke Al Asalah, šeik Adel Mouda, rekao je: „Domovi za žive su bolji od grobova za mrtve. Moramo se ponositi našim islamskim korijenima, a ne nekom drevnom civilizacijom iz drugog mjesta i vremena, koja nam je dala tek neku posudu ili kost”. U srpnju 2008. općinsko vijeće A'alija je zatražilo od vlade da se sruše 62 grobna humka kako bi se izgradilo prometno križanje. Nasuprot tomu, vlada je pokrenula izgradnju Nacionalnog muzeja povijesti Bahreina, posvećenog dilmunskoj baštini 2009. godine
Godine 2019. UNESCO je zaštitio 21 arheološko nalazište sa sveukupno oko 11 774 grobova. Šest ih se nalazi kod grada A'alija i izvorno su u obliku cilindričnih niskih kula. Na ostalih 15 nalazišta nalazi se 17 kraljevskih grobova, izgrađenih u obliku dvokatnih grobnih kula.

## Vanjske poveznice
|  | Zajednički poslužitelj ima još gradiva o temi Dilmunski grobni humci |

- Bahrain digs unveil one of oldest civilisations, BBC News, 21. svibnja 2013. (engl.)